# Rajd des Garrigues – Languedoc-Roussillon 1986
Rajd des Garrigues – Languedoc-Roussillon 1986 (7. Rallye des Garrigues - Languedoc-Roussillon) – 7. edycja rajdu samochodowego Rajd des Garrigues – Languedoc-Roussillon rozgrywanego we Francji. Rozgrywany był od 3 do 6 kwietnia 1986 roku. Była to dziewiąta runda Rajdowych Mistrzostw Europy w roku 1986 (rajd miał najwyższy współczynnik - 4).

## Klasyfikacja rajdu
| Miejsce          | Kierowca               | Pilot              | Samochód                | Czas             | Strata           |                  |
| Klasyfikacja ERC | Klasyfikacja ERC       | Klasyfikacja ERC   | Klasyfikacja ERC        | Klasyfikacja ERC | Klasyfikacja ERC | Klasyfikacja ERC |
| ---------------- | ---------------------- | ------------------ | ----------------------- | ---------------- | ---------------- | ---------------- |
| 1.               | François Chatriot      | Michel Périn       | Renault Maxi 5 Turbo    | 5:20:14          | 0.0              |                  |
| 2.               | Patrick Snijers        | Dany Colebunders   | Lancia 037 Rally        | 5:21:58          | +1:44            |                  |
| 3.               | Alain Oreille          | Sylvie Oreille     | Renault 11 Turbo        | 5:40:37          | +20:23           |                  |
| 4.               | Christian Rigollet     | Michel Bathelot    | Alfa Romeo Alfetta GTV6 | 5:52:50          | +32:36           |                  |
| 5.               | Jean-François Mourgues | Catherine Manoël   | Alfa Romeo Alfetta GTV6 | 5:55:25          | +35:11           |                  |
| 6.               | Alain Romanet          | Philippe Merle     | Renault 5 Turbo         | 5:58:25          | +38:11           |                  |
| 7.               | Pierre-César Baroni    | Sylvie Guillossou  | Ford Escort RS Turbo    | 6:04:17          | +44:03           |                  |
| 8.               | Bernard Donguès        | Roselyne Prioux    | Renault 5 GT Turbo      | 6:05:29          | +45:15           |                  |
| 9.               | Richard Frau           | Jean-Paul Bordet   | Renault 5 GT Turbo      | 6:07:23          | +47:09           |                  |
| 10.              | Jean-Claude Boix       | Norbert Dos Santos | Opel Manta GT/E         | 6:12:38          | +52:24           |                  |